# Jacob Gestman Geradts
Jacob, parfois Jaap, de son vrai nom Jacob Gestman Geradts, né le 9 décembre 1951 à La Haye aux Pays-Bas, est un peintre, auteur, historien et ingénieur néerlandais, qui habite depuis 1992 dans le Tarn en France. Il est surtout connu en France pour ses dessins pin-up. Son frère aîné, Evert Geradts est artiste-peintre, dessinateur et scénariste de bandes dessinées.

## Biographie
Geradts est né à La Haye en 1951, dans une famille modeste de six enfants dont il est le plus jeune. Son père est électro-technicien et sa mère une chanteuse lyrique.
En 1970 à 18 ans, il finit ses études au lycée (Grotius Lyceum) à La Haye et commence des études en électro-technique à l'Université de technologie de Delft. En 1977, il devient ingénieur et accepte un professorat en électronique à l'Académie Nautique de Rotterdam.
En 1984, après des longues recherches généalogiques, il reçoit de la part de Beatrix (reine des Pays-Bas) le droit de porter son double patronyme Gestman Geradts, d'après le patronyme de son père (Geradts) et de sa mère (Gestman). Par le passé, il ne portait que le nom de son père.
Il quitte l'Académie Nautique en 1987 pour devenir chercheur et auteur technique indépendant, spécialisé en électronique maritime, conception de coques de bateaux et matériaux de construction maritime. Il commence aussi, en tant qu'autodidacte, à produire ses premiers dessins pin-up, pour lesquels ses anciens étudiantes posent. Ensemble, avec sa compagne, ils organisent des expositions annuelles aux mois de décembre à la Grande Église de la ville de Schiedam (Pays-Bas) et à l'Euromast à Rotterdam.

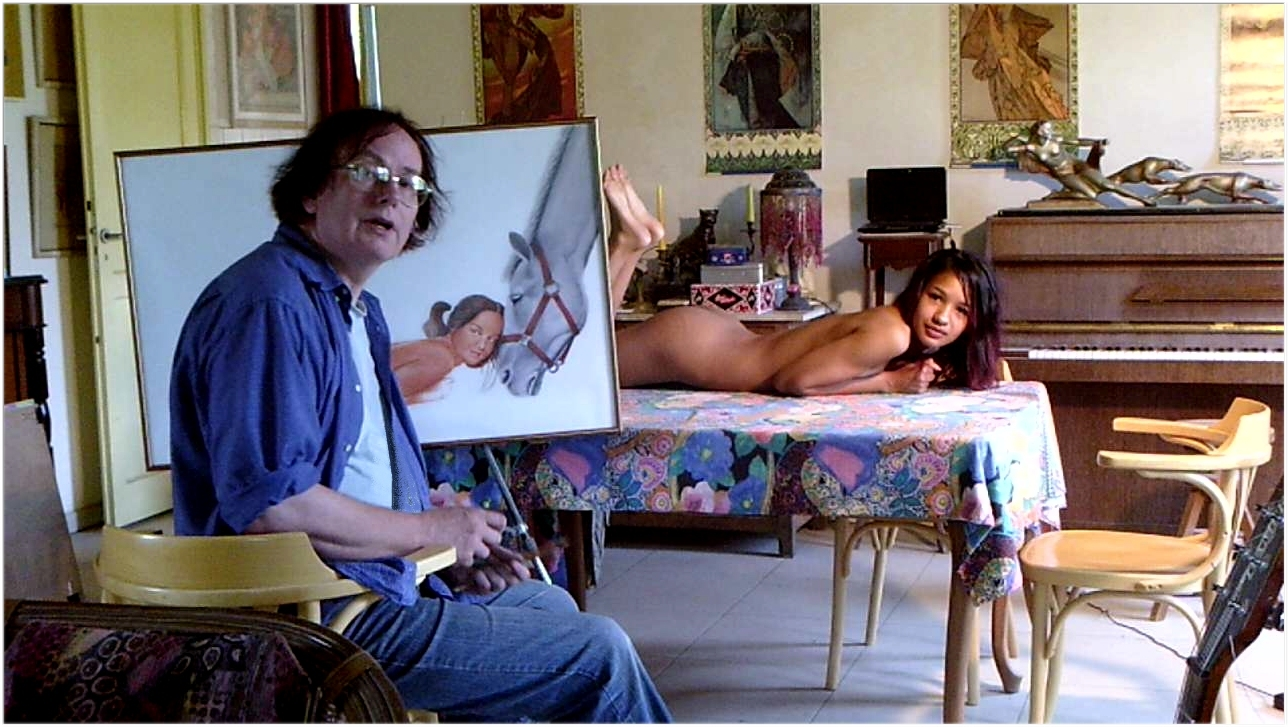
Jacob avec un modèle à l'atelier (2016)

Il s'installe en France en 1992, à Lempaut dans le sud du Tarn, afin de mieux se consacrer aux dessins pin up. Il devient un membre actif de la galerie d'art Terson de Paleville située à Sorèze.

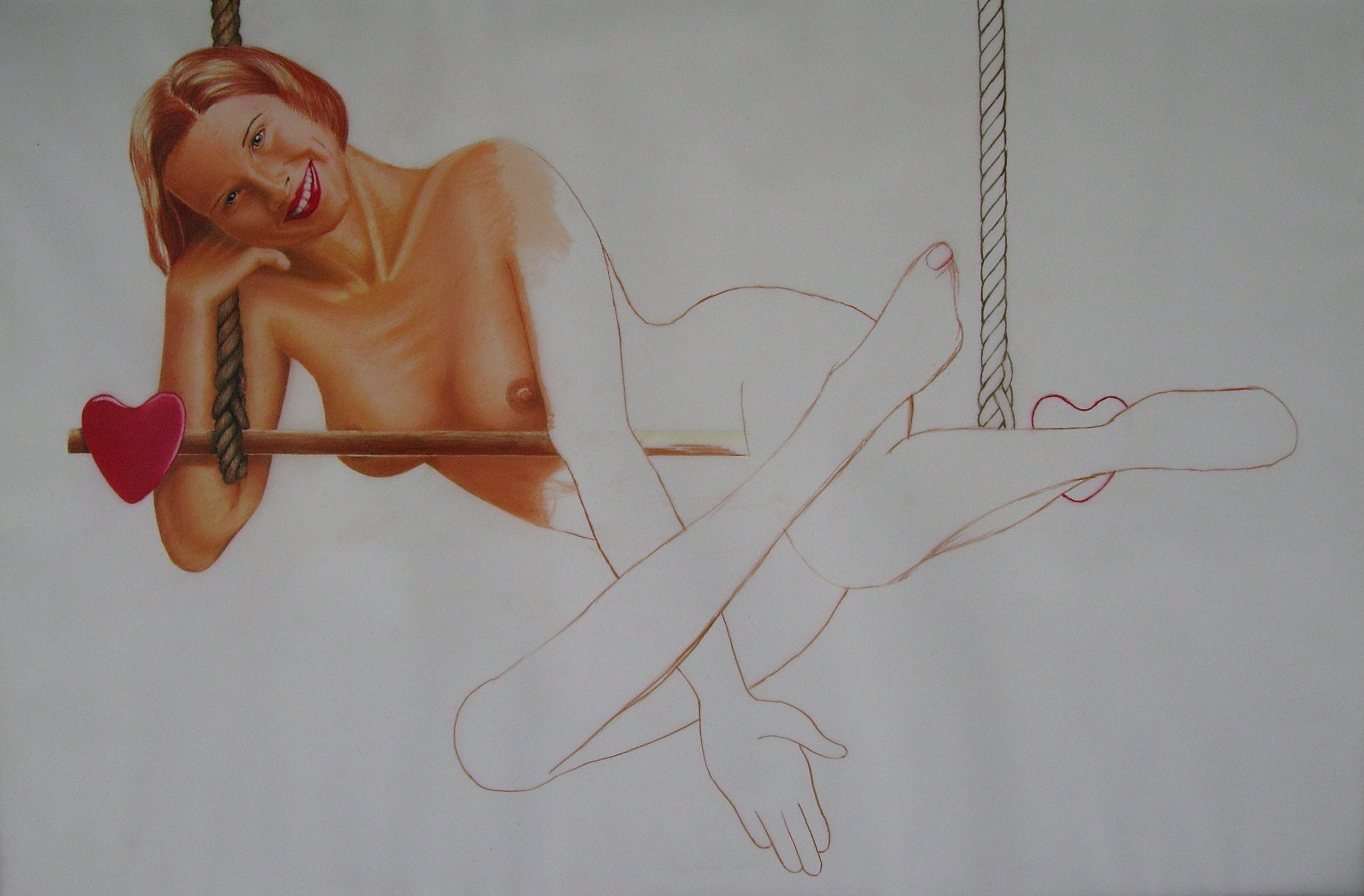
trapèze, dessin par Jacob Gestman Geradts (1998), 60 x 90 cm

En 1998, il commence à publier mensuellement son opinion sur les Beaux-Arts dans la revue Formes et Couleurs. Les publications se terminent en novembre 2000.
Il déménage à Belleserre en 2002 où il continue à dessiner ses pin up, parfois en public dans la rue pendant les foires et les autres fêtes locales.

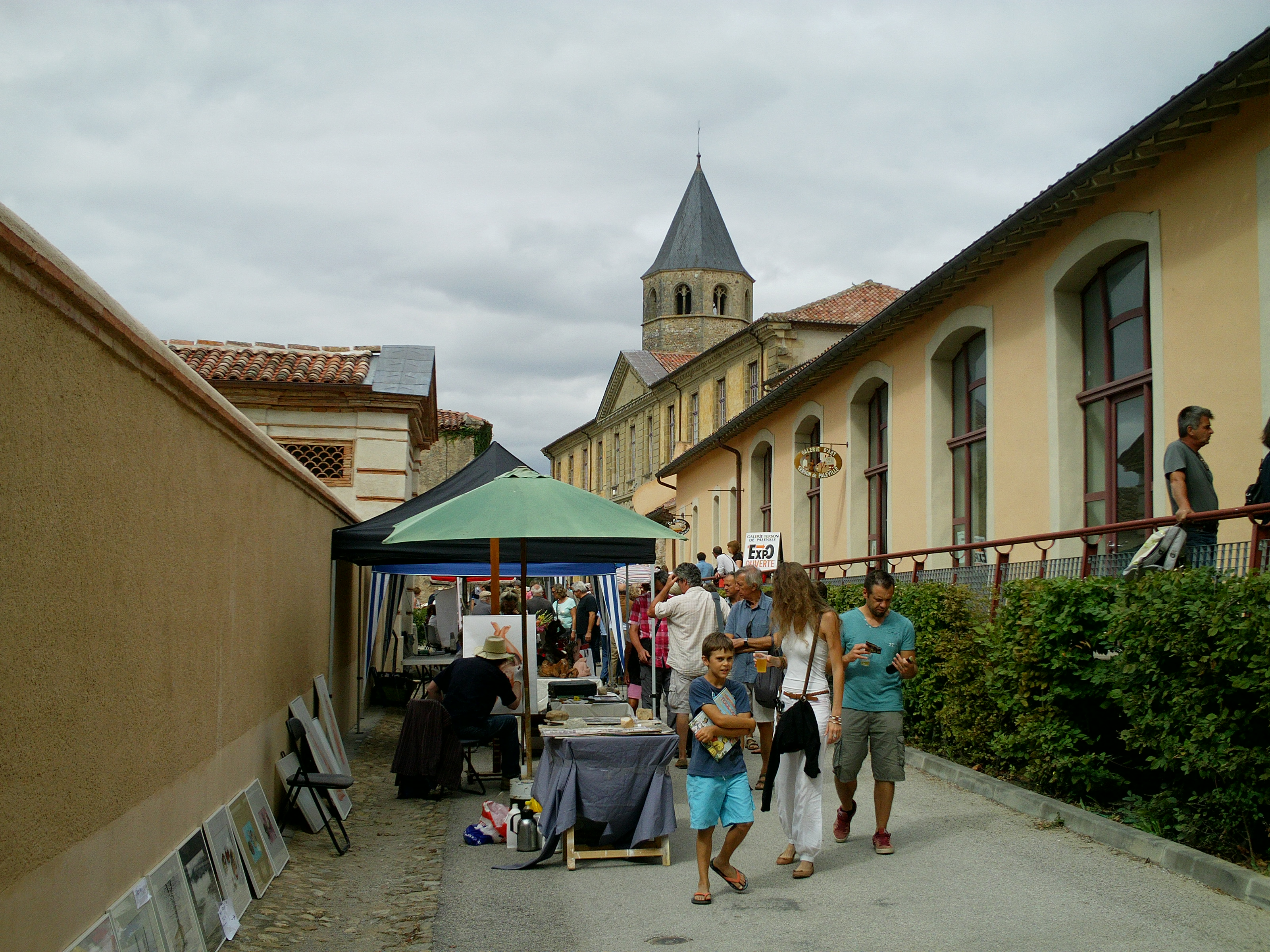
Jacob Gestman Geradts en dessinant dans la rue Saint Martin, 81540 Sorèze(2016)

En 2008, il publie son premier album musical Flores no empujan en raticida, comportant une dizaine de ses propres compositions. Deux ans plus tard, il commence des études à l'Université Catholique de Leuven (KU Leuven) en Belgique. Il y écrit la biographie de Cornelis de Hooghe (1541-1583), un bâtard hollandais de l'empereur Charles Quint qui était aussi cartographe et graveur et qui lança une contre-révolution aux Pays-Bas (1581-1583) pendant la guerre de Quatre-Vingts Ans (1568-1648) en faveur de son demi-frère, le roi Philippe II d'Espagne, pour laquelle De Hooghe fut décapité.
Il publie en 2010 son second album musical Rats on Fire, comportant une dizaine de ses propres compositions.

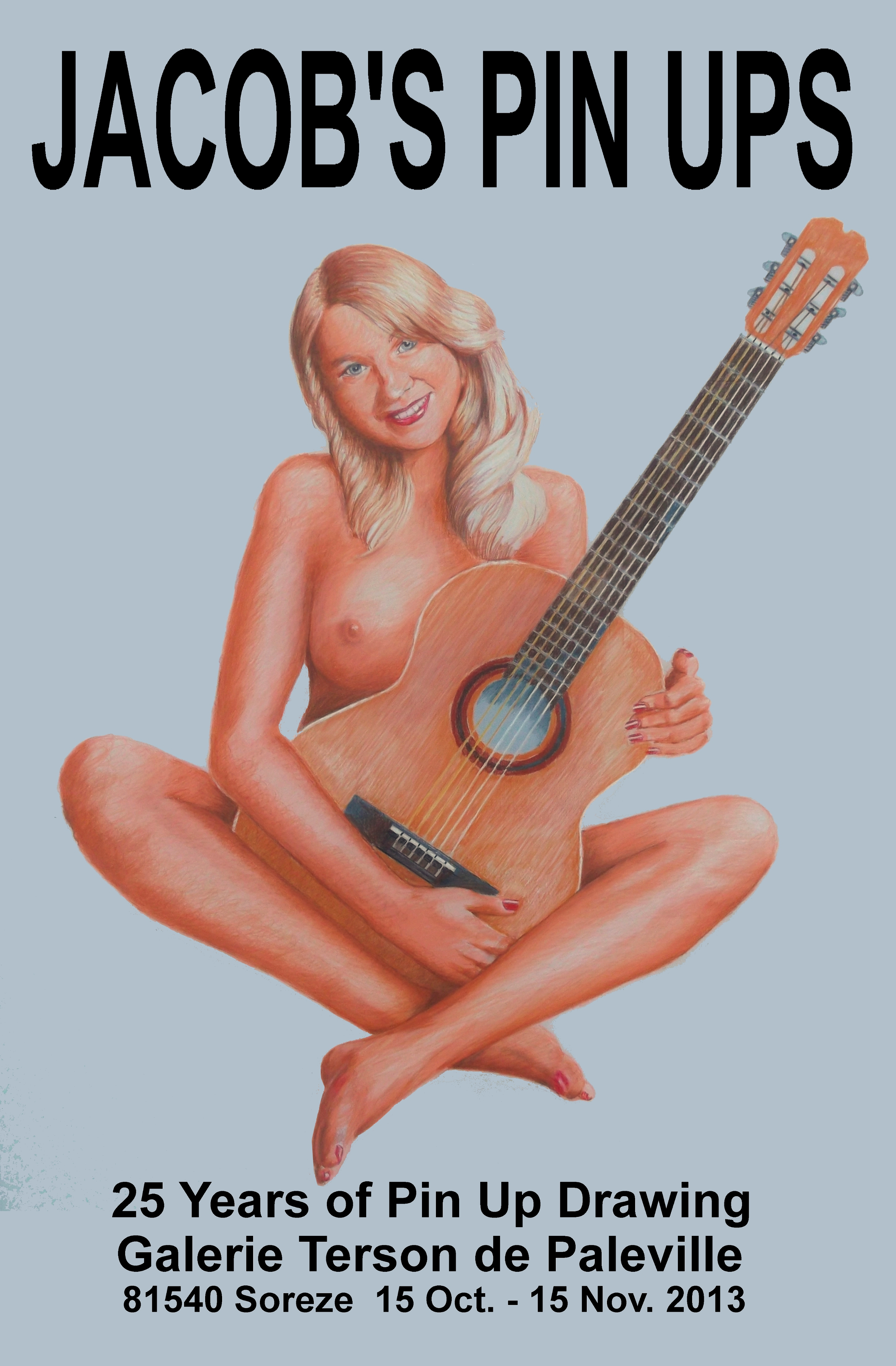
Poster avec un dessin de Jacob Gestman Geradts

En 2013, il fête ses 25 ans de dessin de pin up avec une grande exposition[réf. nécessaire]. Il publie en 2014 son troisième album musical Rats on the Beach, comportant une dizaine de ses propres compositions.
En 2019, le site www.dutchmedia.nl le place au numéro 52 de sa liste des 100 artistes les plus importants des Pays-Bas. La même année, le site www.ranker.com le place au numéro 15 de sa liste des 100 artistes les plus fameux des Pays-Bas.
Il défend avec succès sa thèse à Louvain en 2019 et est déclaré docteur en histoire.

## Publication
- 2019 : Altijd vernedert, nochtans De Hooghe" : biografie van Cornelis de Hooghe (1541-1583), KU Leuven.
- 2019 : Liber amoricum Jacob Gestman Geradts : bilingual artistic biography = biographie artistique bilingue : bio & pin ups 100+ images, édition : Échos d'Antan.